# Niemiła
Niemiła – staropolskie imię żeńskie, złożone z dwóch członów: nie- (negacja) i -miła. Mogło oznaczać po prostu "niemiła" albo powstać przez negację imion z pierwszym członem Miło-, takich, jak Miłosława.